# Brian Holm
Brian Holm Sørensen (Copenaghen, 2 ottobre 1962) è un dirigente sportivo, ex ciclista su strada e pistard danese.

## Carriera
Professionista dal 1986 al 1998, in carriera ha vinto un campionato danese su strada; attivo anche su pista, ha partecipato a due diverse discipline dell'Olimpiade del 1984. Dopo il ritiro è diventato direttore sportivo per le squadre T-Mobile (dal 2004 al 2011) e Deceuninck-Quick Step. Nel 2004 ha sconfitto un cancro al colon; dopo questo evento, ha fondato un'associazione di sostegno ai pazienti oncologici. Nel 2007 ha ammesso di aver fatto uso di EPO nel 1996, in cui fu uno dei principali gregari di Bjarne Riis al vittorioso Tour de France; già qualche anno prima aveva dichiarato l'assunzione di sostanze dopanti durante la carriera agonistica.

## Palmarès

### Strada
- 1980 (Juniores)

Campionati danesi, Prova in linea Juniores
- 1983 (Dilettanti)

7ª tappa Postgirot Open (Örebro > Västerås)
Duo Normand (con Jack Olsen)
- 1984 (Dilettanti)

Grand Prix de la Ville de Lillers
4ª tappa Grand Prix François Faber (Niederanven > Moutfort)
- 1986 (Roland-Van de Ven, una vittoria)

Circuit des frontières
- 1990 (Histor-Sigma, tre vittorie)

Grand Prix Wieler Revue
3ª tappa Tour d'Armorique (Quimperlé > Roscoff)
Campionati danesi, Prova in linea Elite
- 1991 (Histor-Sigma, due vittorie)

Parigi-Camembert
Parigi-Bruxelles
- 1995 (Team Deutsche Telekom, una vittoria)

6ª tappa Boland Bank Tour
- 1998 (Acceptcard Pro Cycling, una vittoria)

3ª tappa Denmark Rundt (Odder > Svendborg)

#### Altri successi
- 1980 (Juniores)

Campionati danesi, Cronosquadre Juniores (con René Andersen, Tom Breschel e Jack Olsen)
- 1990 (Histor-Sigma)

3ª tappa Parigi-Nizza (Saint-Étienne, cronosquadre)

### Pista
- 1983

Campionati danesi, Inseguimento a squadre dilettanti (con Dan Frost, Michael Marcussen e Jørgen Vagn Pedersen)
- 1984

Campionati danesi, Inseguimento a squadre dilettanti (con Dan Frost, Michael Marcussen e Jørgen Vagn Pedersen)

## Piazzamenti

### Grandi Giri
- Giro d'Italia

1987: 100º
1992: 86º
- Tour de France

1987: 110º
1989: 109º
1990: 60º
1991: 124º
1992: 76º
1993: 77º
1996: 107º
- Vuelta a España

1989: 101º

### Classiche monumento
- Milano-Sanremo

1987: 35º
1988: 74º
1990: 12º
1991: 15º
1992: 65º
1994: 83º
1995: 96º
1996: 123º
1997: 129º
- Giro delle Fiandre

1987: 26º
1988: 20º
1989: 39º
1990: 22º
1992: 99º
1993: 49º
1994: 68º
1995: 34º
1996: 29º
1997: 83º
1998: 72º
- Parigi-Roubaix

1990: 17º
1992: 16º
1993: 53º
1994: 25º
1995: 60º
1996: 7º
1997: 52º
- Liegi-Bastogne-Liegi

1986: 43º
1988: 14º
1990: 97º
1991: 66º
1992: 23º
1995: 45º
- Giro di Lombardia

1991: 80º
1993: 61º
1994: 35º
1995: 35º

### Competizioni mondiali
- Campionati del mondo

Praga 1981 - In linea Dilettanti: 30º
Goodwood 1982 - In linea Dilettanti: 17º
Giavera del Montello 1985 - In linea Dilettanti: 4º
Villach 1987 - In linea Professionisti: ritirato
Ronse 1988 - In linea Professionisti: 27º
Chambéry 1989 - In linea Professionisti: ritirato
Stoccarda 1991 - In linea Professionisti: 45º
Benidorm 1992 - In linea Professionisti: ritirato
Oslo 1993 - In linea Professionisti: ritirato
Agrigento 1994 - In linea Elite: ritirato
Duitama 1995 - Cronometro Elite: ritirato
Duitama 1995 - In linea Elite: ritirato
Lugano 1996 - In linea Elite: ritirato
San Sebastián 1997 - In linea Elite: 82º
Valkenburg 1998 - In linea Elite: ritirato
- Giochi olimpici

Los Angeles 1984 - Inseguimento a squadre: 5º
Los Angeles 1984 - Corsa a punti: 17º
Atlanta 1996 - In linea: 40º